# 罗立民
罗立民（1956年7月—），江西省九江市人。生物医学工程领域专家，东南大学生物医学系教授、博士生导师，主要研究领域为计算机视觉、图像处理、计算机图形学和计算机辅助诊疗等。九三学社第十三届中央委员、第十一届江苏省政协常委、中华人民共和国教育部第二批“长江学者”特聘教授，1992年获国务院特殊津贴。

## 生平
1978年2月~1982年1月，就读于西北电讯工程学院，获信息处理专业学士学位，同年考取研究生；
1982年7月~1986年6月，就读于法国雷恩第一大学信号与图像处理实验室，获信息处理专业博士学位；
1987年初起东南大学生物医学工程系任教，1993年10月晋升教授。后被法国雷恩第一大学、上海交通大学聘为兼职教授。